# Bách (họ)
Bách là một họ của người Trung Quốc (chữ Hán: 柏, bính âm: Bãi). Trong danh sách Bách gia tính, họ này đứng thứ 37.

## Người Trung Quốc họ Bách
- Bách Văn Uất (柏文蔚), Chính trị gia thời Dân Quốc
- Bách Hồng Huy (柏鴻輝), Trung tướng không quân Trung Hoa Dân Quốc
- Bách Quan Trung (柏關忠), Thiếu tướng không quân Trung Hoa Dân Quốc
- Bách An Ni (柏安妮), Diễn viên Hồng Kông
- Bách Diệu Bình (柏耀平), Thiếu tướng hải quân Trung Hoa nhân dân giải phóng quân